# Douglas Alexander Henry Graham
Douglas Alexander Henry Graham, britanski general, * 1893, † 1971.